# 吉岡棟一
吉岡 棟一（よしおか とういち、1914年12月3日 - 1997年3月31日）は、日本の僧侶、作家。曹洞宗円通寺住職。同宗議会議長、駒澤大学理事長を歴任。

## 来歴
福島県福島市生まれ。福島師範学校、駒澤大学卒業。1956年「しのぶ保育所」園長、1967年「宗教法人福島ルンビニー幼稚園」初代園長。小説「椿の系譜」（1979年）で福島県文学賞受賞。曹洞宗円通寺住職。同宗議会議長、駒澤大学理事長などを歴任。日本ベトナム文化協会長としてテト休戦を提唱、両国間の友好に尽力。1995年5月12日外務大臣表彰。歌と評論同人。
著書に「小説　黄色い椿」「人間としていかに生きるべきか: 曹洞宗教典「修証義」を読む」「般若心経で意識革命を」「ベトナム仏教体験シリーズ」など。

## 受賞
- 福島県文学賞（小説「椿の系譜」曹洞宗婦人会、1979年）
- 1995年 外務大臣表彰（日本べ卜ナム文化協会長として両国間の友好に尽力）